# Obsjtina Tutrakan
Obsjtina Tutrakan (bulgariska: Община Тутракан) är en kommun i Bulgarien. Den ligger i regionen Silistra, i den nordöstra delen av landet, 300 km nordost om huvudstaden Sofia. Antalet invånare är 16 920. Arean är 448 kvadratkilometer. Obsjtina Tutrakan gränsar till Obsjtina Glavinitsa.
Terrängen i Obsjtina Tutrakan är lite kuperad.
Obsjtina Tutrakan delas in i:
- Belitsa
- Brenitsa
- Varnentsi
- Nova Tjerna
- Preslavtsi
- Staro selo
- Tărnovtsi
- Tsar Samuil
- Sjumentsi

Följande samhällen finns i Obsjtina Tutrakan:
- Tutrakan